# Улица Толмачёва (Екатеринбург)
У́лица Толмачёва (до 1830-х — Мо́края улица, до 1919 года — Ко́лобовская улица) расположена в Центральном жилом районе Екатеринбурга по левому берегу реки Исети между улицей Малышева и Первомайской (до 27 мая 2016 доходила до сквера у киноконцертного театра «Космос» (бывшая улица Дзержинского). Протяженность улицы с севера на юг составляет 740 м. Современное название улица получило в честь большевика Н. Г. Толмачёва.

## История и достопримечательности
Формирование улицы началось в 1730-е годы при застройке северо-восточной части Екатеринбургской крепости, продолжалось позднее при развитии Конюшенной слободы в середине XVIII века и последующем её соединении с Мельковской слободой. В XIX веке на улице селились состоятельные горожане, располагались Магдалинская домовая церковная женская гимназия № 1, ювелирный магазин Нурова, гранильная мастерская Н. Осипова, гостиница «Пале-Рояль» (на пересечении с Главным проспектом), фотоателье И. И. Рона.
К достопримечательностям улицы относятся памятники истории и архитектуры: дом М. Я. Алексеевой, в котором с 1878 по 1891 годы жил Д. Н. Мамин-Сибиряк, дом Г. В. Уварова, сквер Литературного квартала.
На улице расположены Институт охраны труда, корпус УралТЭПа, здание Свердлкомстата с междугородной телефонной станцией, отдел полиции № 1 УМВД России по городу Екатеринбургу .

## Транспорт
В 1929 году по улице Толмачёва состоялся монтаж и пуск первой трамвайной линии в городе Свердловске. Но в 1979 году движение трамваев по улице Толмачёва было закрыто с последующим снятием трамвайных путей. С 1983 года по улице Толмачёва ходили троллейбусы в объезд улицы Карла Либкнехта, которую в то время глобально реконструировали. Когда в 1986 году реконструкция улицы Карла Либкнехта закончилась и прямое троллейбусное движение было восстановлено, линия по улице Толмачёва, тем не менее, продолжала существовать, оканчиваясь теперь кольцом у киноконцертного театра «Космос». В 2003 году троллейбусную линию сняли. В настоящее время движение общественного транспорта по улице Толмачёва не осуществляется.

## Переименование
26 ноября 2015 года комиссия по городским переименованиям Екатеринбурга приняла решение о переименовании улицы Толмачёва. По результатам заседания, в котором также принял участие митрополит Екатеринбургский и Верхотурский Кирилл, было предложено новое название Царская улица. Причина — расположение на улице Храма на Крови, построенного на месте расстрела семьи Романовых, одним из инициаторов которого якобы был Н. Толмачёв. Однако лишь 23% горожан, в том числе жителей самой улицы, поддержали переименование. 
В январе 2016 года 81% жителей улицы проголосовали против переименования. В итоге 27 мая 2016 года была переименована только часть улицы от Первомайской до Никонова, не содержащая жилых домов, остальная часть улицы сохранила прежнее название.